# Jakapil
Jakapil ("nositel štítu" v nářečí Mapučů) byl rod vývojově primitivního "opancéřovaného" dinosaura z podřádu Thyreophora, žijící na území současné Argentiny v období pozdní křídy (věk cenoman, asi před 97 až 94 miliony let). Formálně byl typový druh Jakapil kaniukura popsán v létě roku 2022 na základě fosilií objevených v sedimentech geologického souvrství Candeleros.

## Historie
Fosilie tohoto dinosaura byly objeveny na soukromém pozemku v roce 2012 a vykopány v letech 2014 a 2019/2020. Holotyp nese označení MPCA-PV-630 a jedná se o nekompletně dochovanou kost spodní čelisti a sérii osteodermů. V létě roku 2022 byl dinosaurus formálně popsán. Druhové jméno znamená v překladu z jazyka Mapudungun "hřebenový kámen", a to kvůli velmi masivní (hluboké) čelistní kosti dinosaura.

## Popis

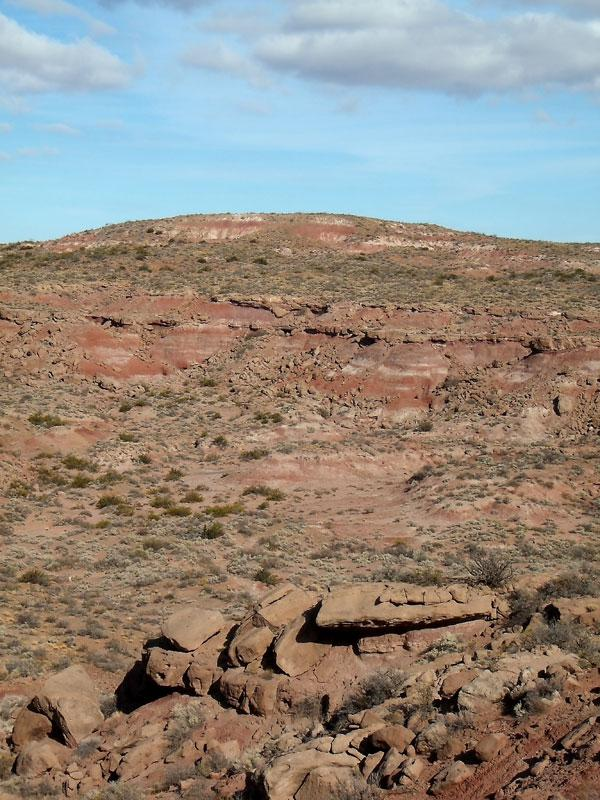
Sedimenty geologického souvrství Candeleros, v nichž byl Jakapil objeven.

Jakapil byl malým a lehce stavěným tyreoforem, dosahujícím délky maximálně 1,5 metru a hmotnosti 4,5 až 7 kilogramů (na základě výpočtu z obvodu a průměru stehenní kosti). Celkovým vzhledem poněkud připomínal svého vývojového příbuzného scelidosaura a emausaura.
Na těle měl sérii kostěných štítků (osteodermů), vytvářejících jakési tělesné brnění. Dokázal běhat poměrně rychle po zadních nohách a pravděpodobně měl schopnost do určité míry svoji rostlinnou potravu žvýkat.

## Zařazení
Jakapil byl pravděpodobně vývojově primitivním zástupcem kladu Thyreophora, nacházející se mimo klad Eurypoda. Mezi blízké příbuzné tohoto argentinského rodu patří například rody Scutellosaurus, Scelidosaurus a Emausaurus, které jsou ale výrazně geologicky starší. Je pravděpodobné, že Jakapil je prvním objeveným zástupcem dosud zcela neznámé vývojové větve tyreoforů.

## Paleoekologie
V ekosystémech souvrství Candeleros žili také mnozí další obratlovci, například vývojově primitivní had rodu Najash, savec druhu Cronopio dentiacutus, teropodní dinosauři Alnashetri, Buitreraptor, Ekrixinatosaurus a obří Giganotosaurus, a dále také sauropodi rodů Andesaurus a Limaysaurus.